# Orlando Trustfull
Orlando Trustfull (Amsterdam, 4 agosto 1970) è un allenatore di calcio ed ex calciatore olandese, di ruolo centrocampista.

## Carriera

### Giocatore

#### Club
Cresciuto nel settore giovanile del Blauw-Wit, ha debuttato da professionista nell'Haarlem spendendo poi la maggior parte della sua carriera in varie squadre olandesi. Con la maglia del Feyenoord ha vinto un campionato (1993) e due coppe nazionali (1994 e 1995).

#### Nazionale
Nel 1995 ha collezionato le sue uniche 2 presenze con la Nazionale olandese.

### Allenatore
Dal 2011 al 2013 ha allenato la selezione B-1 dell'Ajax.
Il 28 novembre 2011 Johan Cruijff, membro del consiglio direttivo dell'Ajax, insieme agli allenatori del vivaio Wim Jonk, Dennis Bergkamp, Bryan Roy, Ronald de Boer, John Bosman, Jaap Stam, Marc Overmars, Michel Kreek, Orlando Trustfull e Dean Gorre ha annunciato che avrebbe adito le vie legali ritenendo che gli ingaggi dei tre nuovi dirigenti Louis van Gaal, Martin Sturkenboom e Danny Blind violino la politica a livello tecnico adottata dal club. Il 7 febbraio 2012 è stata pronunciata la sentenza secondo la quale la nomina di van Gaal a direttore generale dei lancieri sarebbe stata irregolare e così il 10 febbraio il board (quattro consiglieri più Cruijff, che resta come consulente) si è dimesso insieme a Martin Sturkenboom e Danny Blind.
Il 1º luglio 2013 viene nominato come allenatore della selezione A-1 dell'Ajax. Il 30 maggio 2014 dopo aver vinto il titolo si dimette. Il 29 agosto viene nominato vice di Aron Winter alla guida dell'Olanda Under-19. Il 16 gennaio 2015 ricopre lo stesso ruolo anche per l'Under-17 in sostituzione di Michael Reiziger passato allo Sparta Rotterdam.
Il 18 maggio ritorna nello staff dell'Ajax, come vice di Frank de Boer. L'anno successivo lo segue all'Inter, venendo esonerato il 1º novembre 2016 insieme a tutto lo staff di de Boer. Nel 2017 lo segue al Crystal Palace.

## Statistiche

### Cronologia presenze e reti in nazionale
| Cronologia completa delle presenze e delle reti in nazionale ― Paesi Bassi | Cronologia completa delle presenze e delle reti in nazionale ― Paesi Bassi | Cronologia completa delle presenze e delle reti in nazionale ― Paesi Bassi | Cronologia completa delle presenze e delle reti in nazionale ― Paesi Bassi | Cronologia completa delle presenze e delle reti in nazionale ― Paesi Bassi | Cronologia completa delle presenze e delle reti in nazionale ― Paesi Bassi | Cronologia completa delle presenze e delle reti in nazionale ― Paesi Bassi | Cronologia completa delle presenze e delle reti in nazionale ― Paesi Bassi |
| Data                                                                       | Città                                                                      | In casa                                                                    | Risultato                                                                  | Ospiti                                                                     | Competizione                                                               | Reti                                                                       | Note                                                                       |
| -------------------------------------------------------------------------- | -------------------------------------------------------------------------- | -------------------------------------------------------------------------- | -------------------------------------------------------------------------- | -------------------------------------------------------------------------- | -------------------------------------------------------------------------- | -------------------------------------------------------------------------- | -------------------------------------------------------------------------- |
| 6-9-1995                                                                   | Rotterdam                                                                  | Paesi Bassi                                                                | 1 – 0                                                                      | Bielorussia                                                                | Qual. Euro 1996                                                            | -                                                                          | 71’ 80’                                                                    |
| 11-10-1995                                                                 | Ta' Qali                                                                   | Malta                                                                      | 0 – 4                                                                      | Paesi Bassi                                                                | Qual. Euro 1996                                                            | -                                                                          | 80’                                                                        |
| Totale                                                                     |                                                                            | Presenze                                                                   | 2                                                                          |                                                                            | Reti                                                                       | 0                                                                          |                                                                            |

## Palmarès

### Giocatore

#### Competizioni nazionali
- Campionato olandese: 1

Feyenoord: 1992-1993
- Coppa dei Paesi Bassi: 2

Feyenoord: 1993-1994, 1994-1995